# Roger Mills (bádminton)
Roger Mills es un deportista británico que compitió en bádminton para Inglaterra. Ganó dos medallas en el Campeonato Europeo de Bádminton de 1968, plata en la prueba de dobles y plata en dobles mixto.

## Palmarés internacional
| Representando a Inglaterra |              |                  |              |
| Campeonato Europeo         |              |                  |              |
| Año                        | Lugar        | Medalla          | Prueba       |
| 1968                       | Bochum (RFA) | Medalla de plata | Dobles       |
| 1968                       | Bochum (RFA) | Medalla de plata | Dobles mixto |